# 仁丽铁路
仁丽铁路是中国云南省丽江市境内的一条铁路，全长16公里，设2站，南起古城区七河镇的仁和站，接大丽铁路；北至玉龙纳西族自治县的丽江站，连接在建的丽香铁路。线路为单线电气化铁路，总投资8.3亿元，于2008年12月开工，2011年10月30日开通运营，同时丽江站启用，大丽铁路丽江东站停止客运服务。
按照国铁集团的安排，大理东至丽江段线路将于2021年11月1日纳入滇藏铁路，称“滇藏铁路大丽段”。而仁和站至丽江东站线路目前称为“仁丽联络线”。